# زبان های دارای وضعیت رسمی در نپال
قانون اساسی نپال همه زبان‌های مادری را به عنوان زبان‌های ملی نپال به رسمیت می‌شناسد. به‌طور کلی چهارده زبان برای داشتن وضعیت رسمی در سطح استانی توصیه می‌شود.
| حالت              | زبان‌های رسمی                   |
| ----------------- | ------------------------------ |
| استان شماره ۱     | مایتیلی، لیمبو                 |
| استان شماره ۲     | مایتیلی، بوجپوری، باجیکا       |
| استان باگماتی     | تامانگ، نپال باسا              |
| استان گندکی       | ماگار، گورونگ                  |
| استان لومبینی     | تارو، بهوجپوری، آوادهی         |
| استان سودورپاشچیم | تارو، دوتیالی                  |
| استان کارنالی     | زبان خاص (گویش کارنالی)، ماگار |